# Городище (Рышканский район)
Городище (рум. Horodişte, Хородиште) — село в Рышканском районе Молдавии. Относится к сёлам, не образующим коммуну.

## География
Село расположено на высоте 124 метров над уровнем моря.

## Население
По данным переписи населения 2004 года, в селе Хородиште проживает 932 человека (468 мужчин, 464 женщины).
Этнический состав села:
| Национальность | Число жителей | Процентный состав |
| -------------- | ------------- | ----------------- |
| молдаване      | 910           | 97.64             |
| румыны         | 8             | 0.86              |
| украинцы       | 7             | 0.75              |
| русские        | 7             | 0.75              |
| Всего          | 932           | 100 %             |